# Egas Francisco
Egas Francisco Sampaio de Souza (São Paulo, 1939) é um artista plástico, desenhista, cenógrafo e professor brasileiro.
Filho da artista plástica baiana Maria de Lourdes Muniz Sampaio de Souza, nasceu no bairro da Vila Mariana, em São Paulo, mas se mudou para Campinas aos sete anos.  Na década de 1960 Egas lecionou educação artística no Instituto D. Nery e, no Centro de Ciências, Letras e Artes, dirigiu o departamento de pintura, onde ministrou cursos para crianças, sendo o fundador do curso livre para engraxates e jornaleiros. Em 1974, fez a cenografia e o figurino para o espetáculo Pinocchio, montado pela Sia Santa de Campinas. Ministrou o curso Introdução à Arte Contemporânea no Senac, em 1979, e o curso Os Pintores Malditos, no Museu de Arte Contemporânea de Campinas, MACC, em 1981.[carece de fontes?]
Sua primeira exposição foi em 1960 na Livraria Macunaíma em São Paulo com apresentação de Maurice Capovilla. Participou de exposições no Museu de Arte Moderna de São Paulo (Masp) em 1975, da Bienal de Udine, Itália, em 1988, tendo feito exposições na Europa, em importantes cidades como Stuttgart, Milão, Frankfurt am Main e Amsterdã. Tem obras em importantes coleções particulares da Europa e da América e em acervos de museus e pinacotecas: Museu de Arte de Murcia (Espanha); Laboratório Degli Artisti (Udine, Itália); Pinacoteca Garcia Lorca (Granada, Espanha) e “Amigos Del Arco” (Madri, Espanha).
Atualmente Egas vive em Campinas, onde realiza informalmente mostras de suas pinturas, em sua própria casa.